# Cap de sa Mola
Cap de sa Mola är en udde i Spanien.   Den ligger i regionen Balearerna, i den östra delen av landet, 500 km öster om huvudstaden Madrid. Cap de sa Mola ligger på ön Mallorca.
Terrängen inåt land är kuperad åt nordost, men åt sydost är den platt. Havet är nära Cap de sa Mola åt sydväst.  Närmaste större samhälle är Calvià, 12,8 km öster om Cap de sa Mola. 